# Enallagma carunculatum
Enallagma carunculatum är en trollsländeart som beskrevs av Morse 1895. Enallagma carunculatum ingår i släktet Enallagma och familjen dammflicksländor. IUCN kategoriserar arten globalt som livskraftig. Inga underarter finns listade i Catalogue of Life.

## Bildgalleri

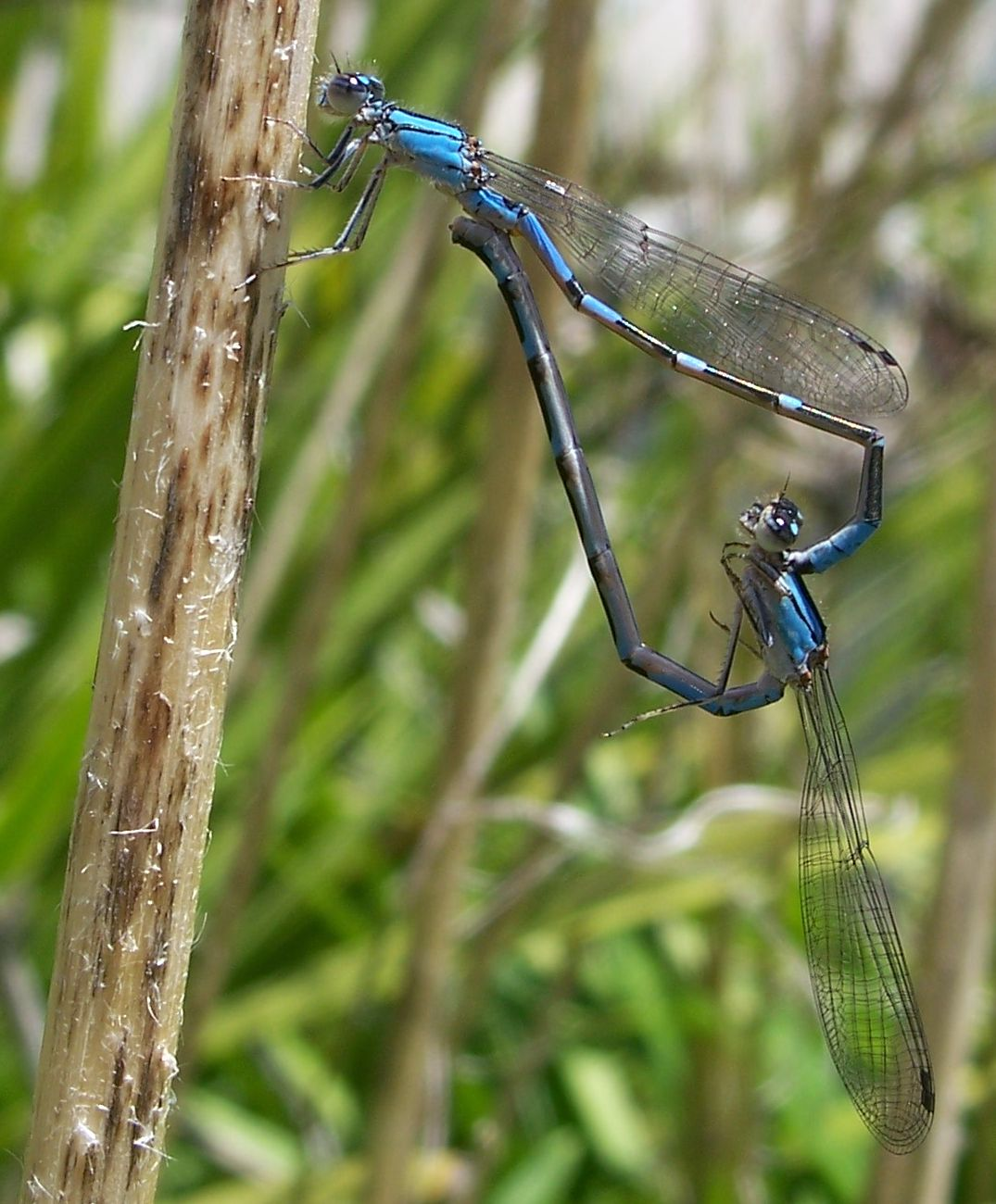
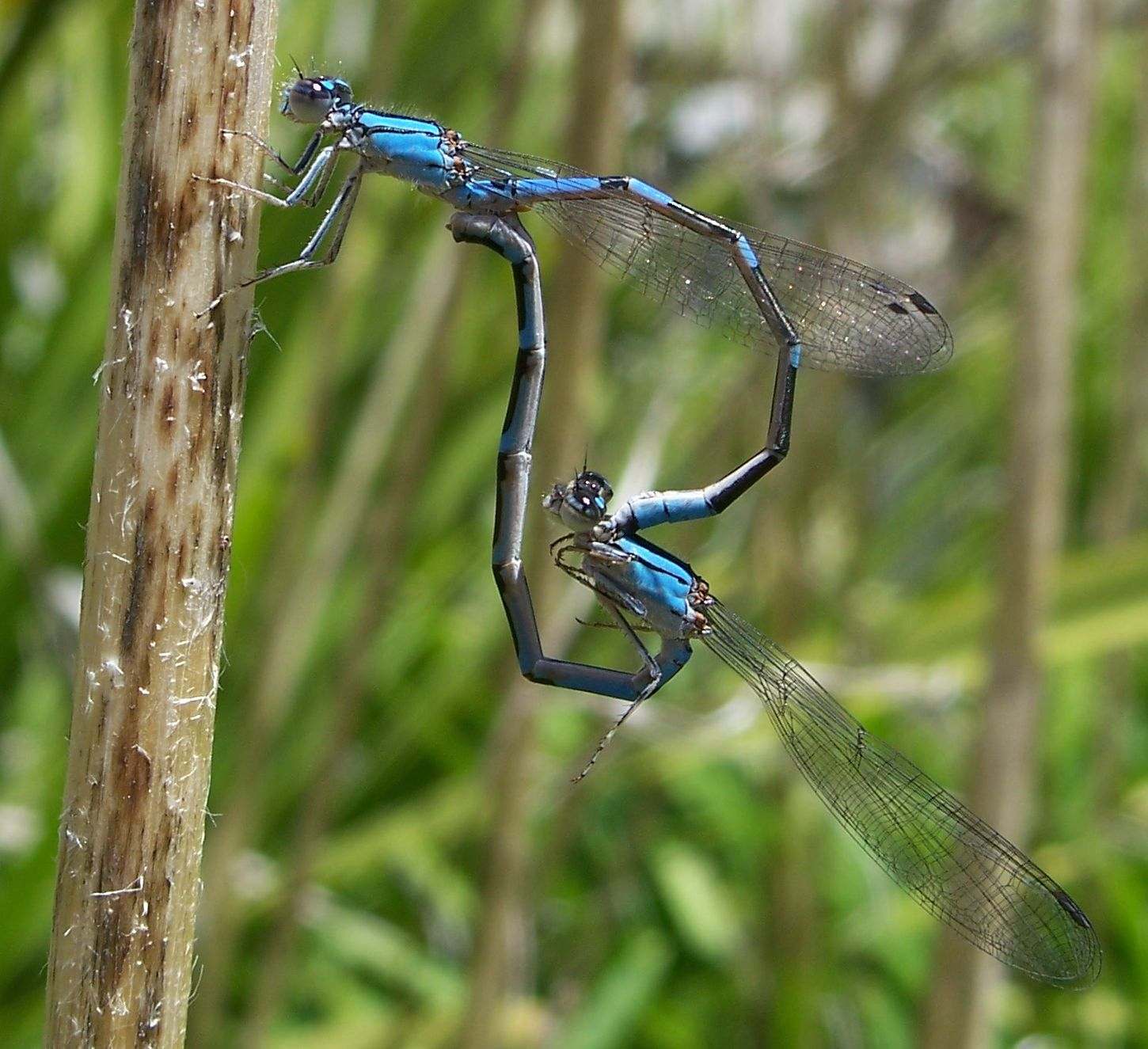
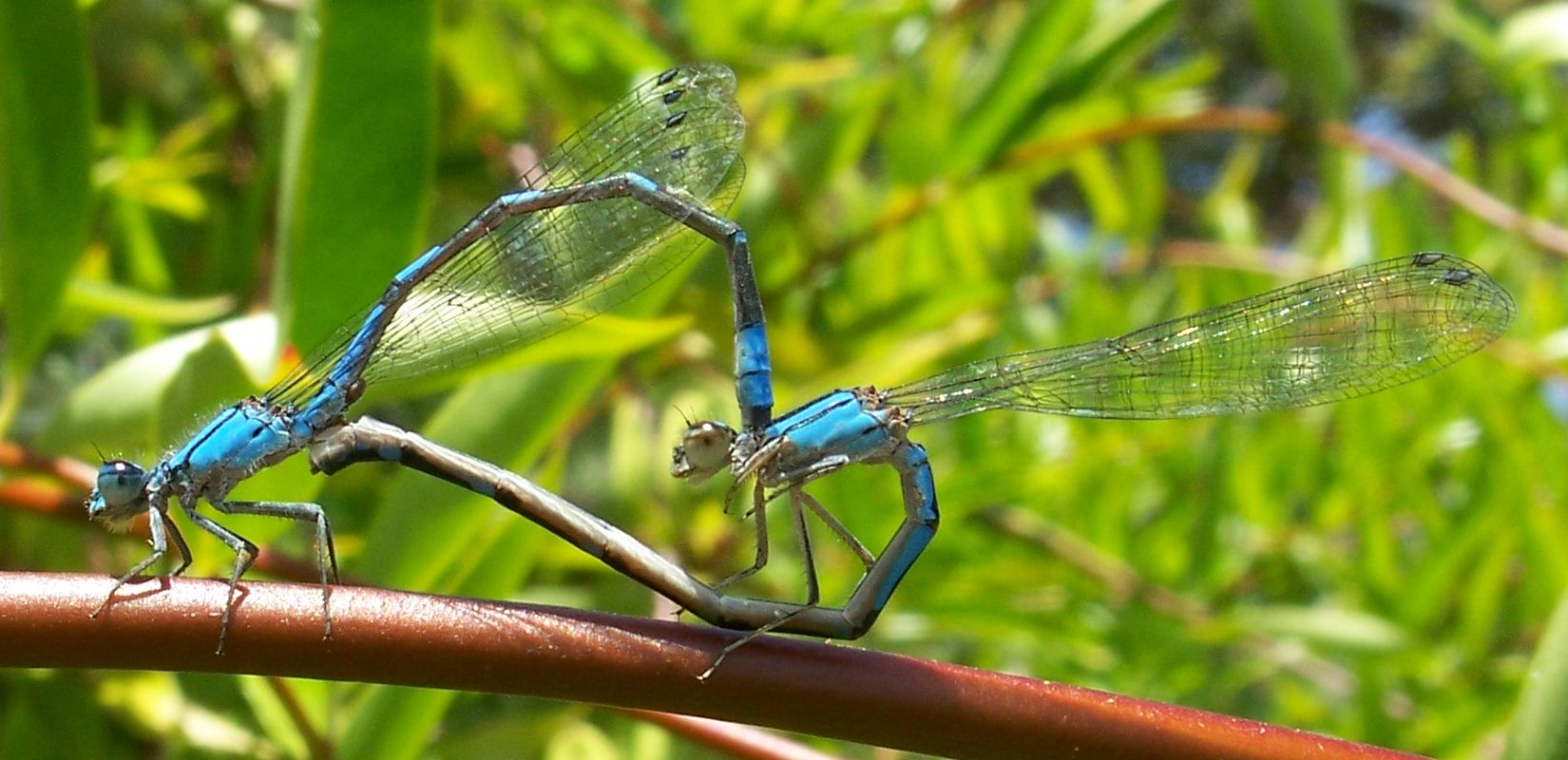
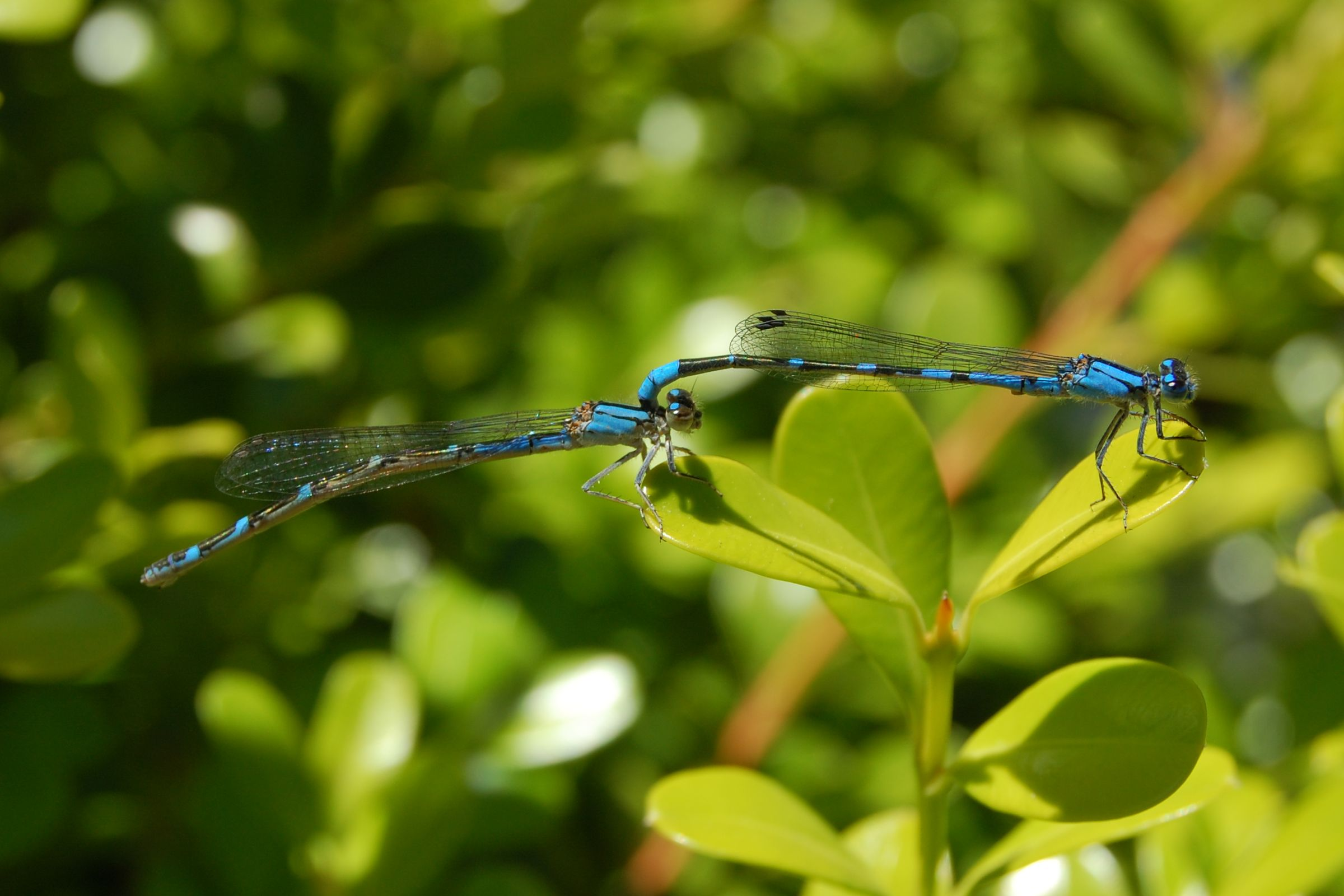
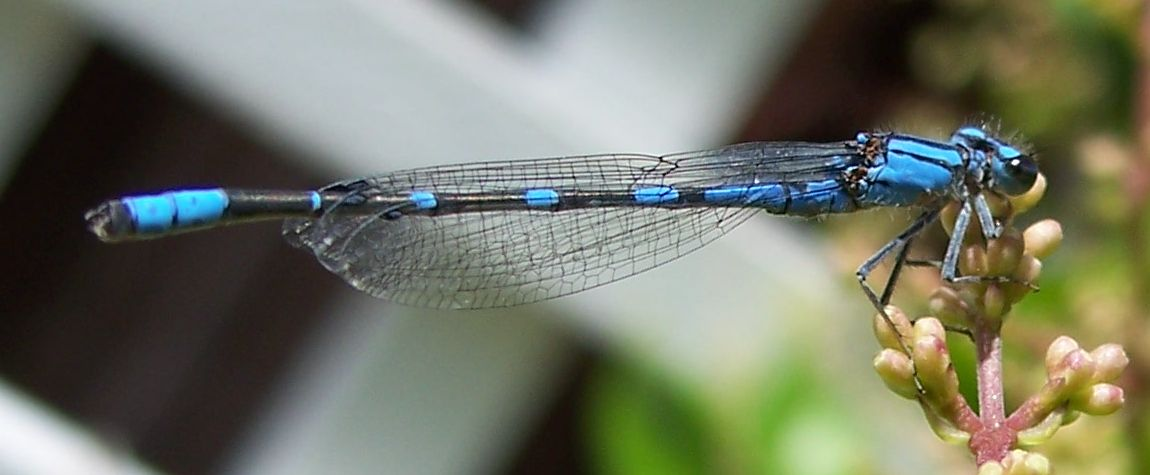
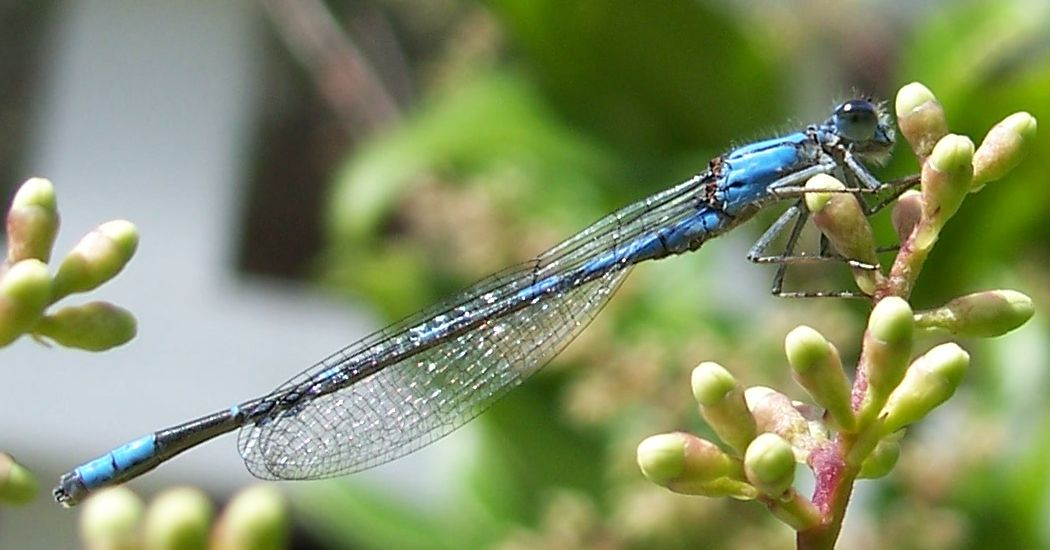